# Titus Seo Sang-Bum
Titus Seo Sang-Bum (Seul, 6 febbraio 1961) è un vescovo cattolico e militare sudcoreano, dal 2 febbraio 2021 ordinario militare in Corea.

## Biografia
È nato a Seul, in Corea del Sud e allora nel vicario apostolico di Seul, il 6 febbraio 1961.

### Formazione e ministero sacerdotale
Dopo aver compiuto gli studi nel seminario maggiore di Sungshin, ha svolto la sua formazione filosofica e teologica presso il seminario maggiore arcidiocesano di Seul, dove ha ottenuto una laurea triennale e un master in teologia.
Il 12 febbraio 1988 è stato ordinato presbitero per l'arcidiocesi di Seul.
Nel 1988 è stato nominato vicario parrocchiale in Amsa-dong. Successivamente è diventato vicario parrocchiale di Hangang. Nel 1991 è stato nominato rappresentante del Sinodo diocesano dell'arcidiocesi.
Nel 1992 gli è stato affidato l'incarico di cappellano militare. Si è congedato nel 2013 con il grado di colonnello. Durante il suo mandato di cappellano è stato anche membro del consiglio presbiterale dell'arcidiocesi di Seul. Successivamente è stato vicario generale dell'ordinariato militare in Corea.
Dal 2018 è stato parroco della parrocchia di Deachi-dong.

### Ministero episcopale
Il 2 febbraio 2021 papa Francesco lo ha nominato ordinario militare in Corea; è succeduto a Francis Xavier Yu Soo-il, dimessosi per raggiunti limiti di età. Ha ricevuto la consacrazione episcopale il successivo 9 aprile, nella cattedrale di Myeongdong, dal vescovo Francis Xavier Yu Soo-il, coconsacranti il cardinale Andrew Yeom Soo-jung e il vescovo Mathias Ri Iong-hoon; contestualmente ha preso possesso dell'ordinariato.

## Genealogia episcopale
La genealogia episcopale è:
- Cardinale Scipione Rebiba
- Cardinale Giulio Antonio Santori
- Cardinale Girolamo Bernerio, O.P.
- Arcivescovo Galeazzo Sanvitale
- Cardinale Ludovico Ludovisi
- Cardinale Luigi Caetani
- Cardinale Ulderico Carpegna
- Cardinale Paluzzo Paluzzi Altieri degli Albertoni
- Papa Benedetto XIII
- Papa Benedetto XIV
- Papa Clemente XIII
- Cardinale Marcantonio Colonna
- Cardinale Giacinto Sigismondo Gerdil, B.
- Cardinale Giulio Maria della Somaglia
- Cardinale Carlo Odescalchi, S.I.
- Cardinale Costantino Patrizi Naro
- Cardinale Lucido Maria Parocchi
- Papa Pio X
- Cardinale Gaetano De Lai
- Cardinale Raffaele Carlo Rossi, O.C.D.
- Cardinale Amleto Giovanni Cicognani
- Arcivescovo Antonio del Giudice
- Cardinale Stephen Kim Sou-hwan
- Vescovo Peter Lee Ki-heon
- Vescovo Francis Xavier Yu Soo-il, O.F.M.
- Vescovo Titus Seo Sang-Bum